# باب کریگ (بازیکن راگبی)
باب کریگ (انگلیسی: Bob Craig; ۱ سپتامبر ۱۸۸۱ – ۵ مارس ۱۹۳۵) بازیکن راگبی ۱۳ نفره و بازیکن راگبی ۱۵ نفره اهل استرالیا بود. او با این تیم در المپیک تابستانی ۱۹۰۸ مدال طلا را کسب کرد. قبل از شروع حرفه راگبی، او در شنا و فوتبال مقام قهرمانی ایالتی را کسب کرده بود و در سطح بالا واترپلو بازی می‌کرد.

## مرگ
در بحران‌های مالی دهه ۱۹۳۰ او متحمل ضرر شد و آینده ای تیره در پیش رو داشت. وی پس از مدتی بیماری روانی در بیمارستانی در لیخارت خودکشی کرد. باب کریگ به صورت خصوصی در روک وود سوزانده شد. از وی و همسرش النور، سه فرزند به یادگار ماند.